# Seleção Islandesa de Handebol Masculino
A Seleção Islandesa de Handebol Masculino é a representante da Islândia nas competições oficiais internacionais de Andebol. Para tal ela é regida pela Associação Islandesa de Andebol, que por sua vez é filiada à Federação Internacional de Andebol desde 1984.